# Bassin Balkhach-Alaköl
Le bassin de Balkhach-Alaköl est une dépression plate et fermée (endoréique) du sud-est du Kazakhstan, située à une altitude de 342 à 600 m. Sa longueur totale est de 800 km, sa largeur est de 100 à 300 km.
La plus grande partie de la dépression est occupée par le bassin de drainage fermé (endoréique) du lac Balkhach. Dans la partie orientale du bassin, également appelée plaine ou dépression Balkhach-Alakol, se trouvent les lacs Sasykkol et Alakol (l'Encyclopédie nationale du Kazakhstan, КНЭ, distingue les dépressions Balkhash et Alakol). La dépression comprend également les massifs sableux de Taukum (ru) et Muyunkum.
Le bassin s'est formé à la suite d'un affaissement et rempli de sédiments fluviaux. Les plantes de désert : saxaul (Haloxylon), haloxylon, calligonum, teresken (Krascheninnikovia (en)), armoise et salisola sont très répandus. Les sols sont des steppes désertiques brunes, des serozems à faible teneur en carbonate, des solonchaks, utilisés comme pâturages d'hiver.
Les rivières principales sont : Ou, Karatal, Aksu (ru), Lepsi, Aïagouz, Urjar, Katynsu, Emel, Yrgites, Zhamanty, Tentek.
Le climat est fortement continental avec de faibles précipitations (135-200 mm par an), la température moyenne en janvier est de -12-14 ° C, juillet 22-24 ° C. L'hiver est froid avec peu de neige ; l'été est chaud à torride.